# Humberto Enríquez Frödden
Humberto Enríquez Frödden (Concepción, 8 de abril de 1907-Concepción, 9 de enero de 1989) fue un abogado y político chileno, miembro del Partido Radical.

## Biografía
Hijo de Marco Antonio Enríquez Enríquez y de Rosalba Frödden Lorenzena. Se casó con Marina Lorent Arroyo, con quien tuvo una hija. Fue hermano de Inés Enríquez Frödden, la primera mujer de su país en asumir los cargos de intendenta y diputada, y de Edgardo Enríquez, rector de la Universidad de Concepción (1969–1972) y ministro de Educación de Salvador Allende. Por parte de su hermano Edgardo, fue tío de Miguel Enríquez, secretario general del Movimiento de Izquierda Revolucionaria, y tío abuelo de Marco Enríquez-Ominami.

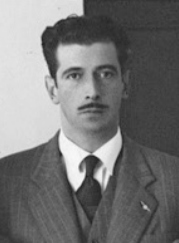
Humberto Enríquez Frodden como profesor en la Facultad de Ciencias Jurídicas y Sociales de la Universidad de Concepción (1945)

Estudió en el Colegio de los Sagrados Corazones de Concepción o Padres Franceses y en el Liceo de Concepción. Ingresó a estudiar Leyes a la Facultad de Derecho de la Universidad de Concepción donde destacó por ser uno de los mejores alumnos de su promoción, obteniendo el primer Premio Universidad de Concepción en el año 1929, junto con Alberto Coddou Binimelis. Recibió su título de abogado en 1931.
Su trayectoria en el servicio público comenzó en 1939, cuando fue designado como secretario regional por el presidente Pedro Aguirre Cerda. 
Ejerció su profesión como abogado, llegando a ser integrante de la Corte de Apelaciones de Concepción. En 1950 fue nombrado notario público. 
En el ámbito académico, fue profesor de las asignaturas "Economía Política" y "Hacienda Pública" en la Facultad de Derecho de la Universidad de Concepción, donde también ejerció como director de la Revista de Derecho y secretario de la Facultad de Ciencias Jurídicas y Sociales. Posteriormente, entre 1955 y 1961, fue profesor de Derecho en la Universidad de Chile.
Durante la vicepresidencia de Alfredo Duhalde, en 1946, fue nombrado ministro de Educación. Ese mismo año, tuvo un rol destacado como jefe de la campaña presidencial de Gabriel González Videla.
Fue elegido diputado por la Decimoséptima Agrupación Departamental de Tomé, Concepción, Talcahuano, Yumbel y Coronel en tres periodos consecutivos: 1949-1953, 1953-1957 y 1957-1961. Luego fue electo senador por la Séptima Agrupación Provincial de Ñuble, Concepción y Arauco, cargo que ocupó entre 1961 y 1969.
Entre 1965 y 1967 ejerció como presidente nacional del  Partido Radical.
Falleció el 9 de enero de 1989.
| Predecesor: Rolando Merino Reyes | Decano de la Facultad de Ciencias Jurídicas y Sociales de la Universidad de Concepción 1957-1962 | Sucesor: Manuel Sanhueza Cruz |